# Selección de waterpolo de España
La selección masculina de waterpolo de España es el equipo formado por waterpolistas de nacionalidad española, que representa a España a través de la Real Federación Española de Natación (RFEN) que la dirige, en las competiciones internacionales de waterpolo organizadas por la Federación Internacional de Natación (FINA), la Liga Europea de Natación (LEN) o el Comité Olímpico Internacional (COI).
España es una de las grandes potencias del waterpolo y una de las selecciones más laureadas. Es la vigente campeona continental (2024) y mundial (2025). Ostenta al igual que en categoría femenina la «triple corona», al haberse proclamado en las tres grandes competiciones, campeona olímpica en Atlanta 1996 y subcampeona en Barcelona 1992; tetracampeona mundial en Perth 1998, Fukuoka 2001, Budapest 2022 y Singapur 2025, además de otros cuatro subcampeonatos (1991, 1994, 2009 y 2019); y campeona europea en Zagreb 2024, además de tres subcampeonatos (1991, 2018 y 2020).

## Jugadores

### Última convocatoria
Convocatoria del seleccionador nacional, David Martín, para el Campeonato Mundial de 2025:
| Dorsal | Nombre           | Edad | Altura (m) | Peso (kg) | Club               |
| ------ | ---------------- | ---- | ---------- | --------- | ------------------ |
| 1      | Unai Aguirre     | 23   | 1,92       | 85        | CN At. Barceloneta |
| 2      | Unai Biel        | 22   | 1,93       | 85        | CN At. Barceloneta |
| 3      | Alejandro Bustos | 28   | 1,94       | 88        | CN At. Barceloneta |
| 4      | Javier Bustos    | 31   |            |           | CN Sabadell        |
| 5      | Sergi Cabanas    | 29   | 1,90       | 88        | VK Jug Dubrovnik   |
| 6      | Biel Gomila      | 19   | 1,99       | 108       | CN At. Barceloneta |
| 7      | Álvaro Granados  | 26   | 1,91       | 82        | CN At. Barceloneta |
| 8      | Miguel de Toro   | 31   | 2,03       | 117       | Ferencváros TC     |
| 9      | Marc Larumbe     | 31   | 1,93       | 90        | CN Marseille       |
| 10     | Eduardo Lorrio   | 31   | 1,93       | 85        | CN Sabadell        |
| 11     | Alberto Munárriz | 31   | 1,97       | 105       | CN At. Barceloneta |
| 12     | Felipe Perrone   | 39   | 1,85       | 84        | CN At. Barceloneta |
| 13     | Bernat Sanahuja  | 24   | 1,92       | 85        | CN At. Barceloneta |
| 14     | Roger Tahull     | 28   | 1,95       | 104       | CN At. Barceloneta |
| 15     | Fran Valera      | 26   |            |           | CN Sabadell        |

## Historial

### Juegos Olímpicos
| Waterpolo en los Juegos Olímpicos | Waterpolo en los Juegos Olímpicos | Waterpolo en los Juegos Olímpicos | Waterpolo en los Juegos Olímpicos | Waterpolo en los Juegos Olímpicos | Waterpolo en los Juegos Olímpicos |
| --------------------------------- | --------------------------------- | --------------------------------- | --------------------------------- | --------------------------------- | --------------------------------- |
| Amberes 1920:                     | 8.º                               | París 1924:                       | 8.º                               | Ámsterdam 1928:                   | 11.º                              |
| Londres 1948:                     | 8.º                               | Helsinki 1952:                    | 8.º                               | México 1968:                      | 9.º                               |
| Múnich 1972:                      | 10.º                              | Moscú 1980:                       | 4.º                               | Los Ángeles 1984:                 | 4.º                               |
| Seúl 1988:                        | 6.º                               | Barcelona 1992:                   | Medalla de plata                  | Atlanta 1996:                     | Medalla de oro                    |
| Sídney 2000:                      | 4.º                               | Atenas 2004:                      | 6.º                               | Pekín 2008:                       | 5.º                               |
| Londres 2012:                     | 6.º                               | Río de Janeiro 2016:              | 7.º                               | Tokio 2020:                       | 4.º                               |
| París 2024:                       | 6.º                               |                                   |                                   |                                   |                                   |

### Mundiales
| Campeonato Mundial de Waterpolo | Campeonato Mundial de Waterpolo | Campeonato Mundial de Waterpolo | Campeonato Mundial de Waterpolo | Campeonato Mundial de Waterpolo | Campeonato Mundial de Waterpolo |
| ------------------------------- | ------------------------------- | ------------------------------- | ------------------------------- | ------------------------------- | ------------------------------- |
| Belgrado 1973:                  | 10.º                            | Cali 1975:                      | 10.º                            | Berlín 1978:                    | 12.º                            |
| Guayaquil 1982:                 | 8.º                             | Madrid 1986:                    | 5.º                             | Perth 1991:                     | Medalla de plata                |
| Roma 1994:                      | Medalla de plata                | Perth 1998:                     | Medalla de oro                  | Fukuoka 2001:                   | Medalla de oro                  |
| Barcelona 2003:                 | 5.º                             | Montreal 2005:                  | 5.º                             | Melbourne 2007:                 | Medalla de bronce               |
| Roma 2009:                      | Medalla de plata                | Shanghái 2011:                  | 5.º                             | Barcelona 2013:                 | 5.º                             |
| Kazan 2015:                     | No clasificó                    | Budapest 2017:                  | 9.º                             | Gwangju 2019:                   | Medalla de plata                |
| Budapest 2022:                  | Medalla de oro                  | Fukuoka 2023:                   | Medalla de bronce               | Doha 2024:                      | Medalla de bronce               |
| Singapur 2025:                  | Medalla de oro                  |                                 |                                 |                                 |                                 |

### Europeos
| Campeonato Europeo de Waterpolo | Campeonato Europeo de Waterpolo | Campeonato Europeo de Waterpolo | Campeonato Europeo de Waterpolo | Campeonato Europeo de Waterpolo | Campeonato Europeo de Waterpolo |
| ------------------------------- | ------------------------------- | ------------------------------- | ------------------------------- | ------------------------------- | ------------------------------- |
| Roma 1983:                      | Medalla de bronce               | Sofía 1985:                     | 6.°                             | Estrasburgo 1987:               | 6.°                             |
| Bonn 1989:                      | 6.°                             | Atenas 1991:                    | Medalla de plata                | Sheffield 1993:                 | Medalla de bronce               |
| Viena 1995:                     | 5.°                             | Sevilla 1997:                   | 5.°                             | Florencia 1999:                 | 6.°                             |
| Budapest 2001:                  | 6.°                             | Kranj 2003:                     | 5.°                             | Belgrado 2006:                  | Medalla de bronce               |
| Málaga 2008:                    | 7.°                             | Zagreb 2010:                    | 8.°                             | Eindhoven 2012:                 | 7.°                             |
| Budapest 2014:                  | 7.°                             | Belgrado 2016:                  | 5.°                             | Barcelona 2018:                 | Medalla de plata                |
| Budapest 2020:                  | Medalla de plata                | Split 2022:                     | Medalla de bronce               | Zagreb/Duvrobnik 2024:          | Medalla de oro                  |

### Otros campeonatos
- Copa Mundial: (2) , (5)
- Liga Mundial: (3) , (2)
- Juegos Mediterráneos: (3) , (4) , (7)
- Juegos Europeos: (1)

## Categorías juveniles
| Selección Sub-20 - Mundial sub-20: - Campeón (4): 1983, 1987, 1991, 2025. - Subcampeón (2): 1993, 2011. - Tercer puesto (1): 2005. Selección Sub-18 - Mundial sub-18: - Subcampeón (2): 2014, 2018. - Tercer puesto (1): 2022. Selección Sub-16 - Mundial sub-16: - Campeón (1): 2024. | Selección Sub-19 - Europeo sub-19: - Campeón (1): 1980. - Subcampeón (6): 1970, 1971, 1975, 1992, 2008, 2022. - Tercer puesto (8): 1973, 1976, 1984, 1994, 2006, 2016, 2018, 2024. Selección Sub-18 - Europeo sub-17/18: - Subcampeón (3): 2015, 2017, 2019. - Tercer puesto (4): 1985, 1995, 2011, 2023. Selección Sub-16 - Europeo sub-15/16: - Subcampeón (1): 2021. |

## Distinciones
| Distinción                                                     | Año        |
| -------------------------------------------------------------- | ---------- |
| Placa de Oro – Real Orden del Mérito Deportivo                 | 1996       |
| Galardón                                                       | Año        |
| Premio Nacional del Deporte «Mejor Selección Española del Año» | 1990, 1996 |

## Filmografía
- Documental TV3 (18-07-2012), Sense ficció: "Aigua, infern, cel" en YouTube[7][8][9]
- 42 segundos, película basada en la gesta de la selección española en las Olimpiadas de Barcelona 92.[10]